# Elecciones municipales de 2007 en Palencia
El 27 de mayo de 2007 se celebraron, en el marco de las elecciones municipales a nivel estatal, elecciones al Ayuntamiento de Palencia. Se eligieron los 25 concejales del pleno municipal.

## Resultados
Heliodoro Gallego  reeditó su mayoría absoluta con 13 concejales. Serán sus últimos cuatro años como alcalde de Palencia.

## Investidura
| Candidato                | Fecha                                                   | Voto  | Partido Socialista | Partido Popular | IUCyL | Total |
| ------------------------ | ------------------------------------------------------- | ----- | ------------------ | --------------- | ----- | ----- |
| Heliodoro Gallego (PSOE) | 11 de junio de 2007 Mayoría requerida: absoluta (13/25) | Sí    | 13                 |                 |       | 13/25 |
| Heliodoro Gallego (PSOE) | 11 de junio de 2007 Mayoría requerida: absoluta (13/25) | No    |                    | 11              | 1     | 12/25 |
| Heliodoro Gallego (PSOE) | 11 de junio de 2007 Mayoría requerida: absoluta (13/25) | Abst. |                    |                 |       | 0/25  |

- Datos: Q56377364